# Territoire du Nord de la Basse-Californie
 (signalé en mai 2025).
Si vous disposez d'ouvrages ou d'articles de référence ou si vous connaissez des sites web de qualité traitant du thème abordé ici, merci de compléter l'article en donnant les références utiles à sa vérifiabilité et en les liant à la section « Notes et références ».
- Archive Wikiwix
- Bing
- Cairn
- DuckDuckGo
- E. Universalis
- Gallica
- Google
- G. Books
- G. News
- G. Scholar
- Persée
- Qwant
- (zh) Baidu
- (ru) Yandex
- (wd) trouver des œuvres sur Wikidata

Pour les articles homonymes, voir Basse-Californie et Californie (homonymie).
1931–1952
Entités précédentes :
- Territoire de la Basse-Californie

Entités suivantes :
- Basse-Californie (État)

Le Territoire nord de la Basse-Californie était un territoire fédéral mexicain qui a existé de 1931 à 1952. Son ancienne zone comprend actuellement la partie nord de l'État mexicain de Basse-Californie. L'ancien Territoire sud de la Basse-Californie, maintenant l'État de Basse-Californie du Sud, comprend la moitié sud.

## Historique
En décembre 1930, le Congrès du Mexique a modifié l'article 43 de la Constitution du Mexique, divisant ainsi le territoire de Basse-Californie en deux territoires: le Territoire Nord de Basse-Californie et le Territoire Sud de Basse-Californie. La frontière entre les deux a été définie comme le 28e parallèle nord.

## État
À partir de 1939, plusieurs groupes politiques qui ont promu la conversion du territoire de Baja en un État de la République mexicaine ont été créés. 
Le 15 novembre 1951, le Président Miguel Aleman Valdes a envoyé au Congrès une proposition d 'amendement aux articles 43 et 45 de la constitution pour transformer le Territoire du Nord de la Basse-Californie en l ' État Libre et Souverain de Basse-Californie. 
Le décret a été approuvé le 31 décembre 1951 et a été publié au journal officiel de la Fédération le 16 janvier 1952. Le dernier  gouverneur territorial, Alfonso García González, a été nommé gouverneur provisoire de l'État mexicain nouvellement créé.